# Чебин
Чебин (чеш. Čebín, нем. Tschebin), ранее Чепин (нем. Tschepin) — чешская деревня, расположенная в Южноморавском крае в шести километрах к югу от Тишнова и одиннадцати — от Брно. Входит в район Брно-пригород.

## Географическое положение
Расположена к юго-западу от подножия горы Чебинка (высота 433 м) на Босковицкой впадине, на левом берегу Чебинского потока напротив Сентицкого потока. Восточнее лежат холмы Злобице (394 м) и Пржевых (364 м), юго-восточнее — Чебинский копец (369 м), южнее — Далка (345 м), западнее — Соколи (398 м) и северо-западнее — Страж. Севернее Чебина расположено местечко Драсов, на северо-востоке от Чебина — Мальгостовице и Липувка, на юге — Подхайи и Худчице, на юго-западе — Голасице, на западе — Сентице, на северо-западе — Брежина-у-Тишнова и Градчани.

## История

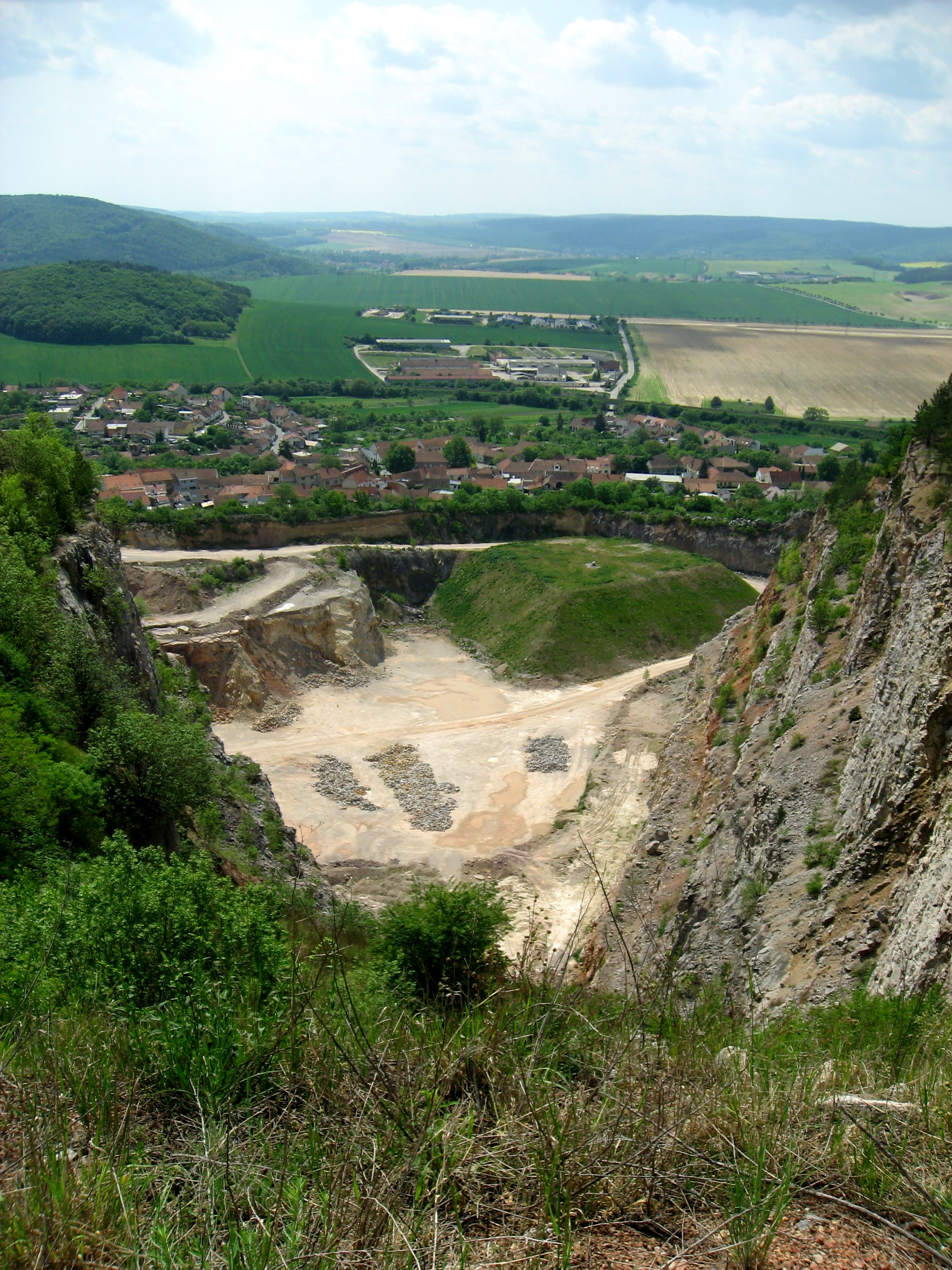
Разлом близ Чебина

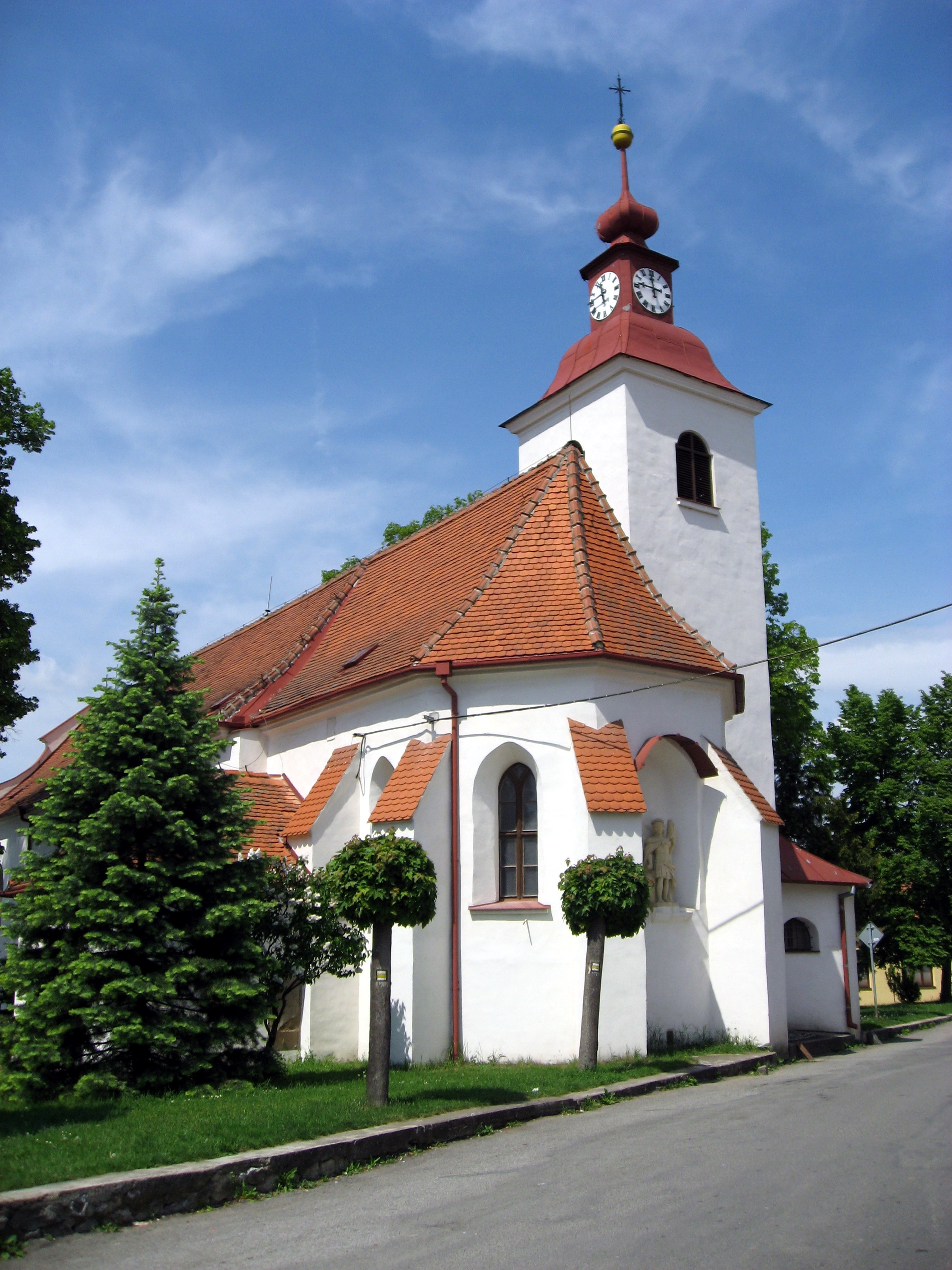
Церковь святого Георгия

Первое упоминание о городе относится к 1353 году, когда правитель города из рода Чебин выкупил земли у семьи Кунеш в селении Радостице. После смерти последнего представителя семейства Чебин всё их наследство перешло к моравскому маркграфу до конца XIV века. В 1412 году Йобст фон Мерен продал земли пражскому правителю Яну фон Ломниц за 300 пражских грошей, который также владел землями Ломница. С первой половины XVIII века и до середины XIX века город расширялся, и вскоре в его территорию вошла и территория Ломница.
В 1850 году Чебин вошёл в муниципалитет Брно, и на него стали распространяться решения суда города Тишновиц. В 1880 году в городе появилась пожарная команда, работавшая на автомобиле Хиллер унд Витве. Годом ранее в городе открылась фармацевтическая фабрика по производству шприцев. В 1886 году в Чебине появилась школа, а через 10 лет Чебин был переподчинён району Тишновиц. С 1961 года он входит в округ окрестностей Брно, в 2003 году официально утверждены флаг и герб города. На холмах Чебина ведётся добыча известняка, однако преимущественно уже к югу от города. На районы город не делится.

## Достопримечательности

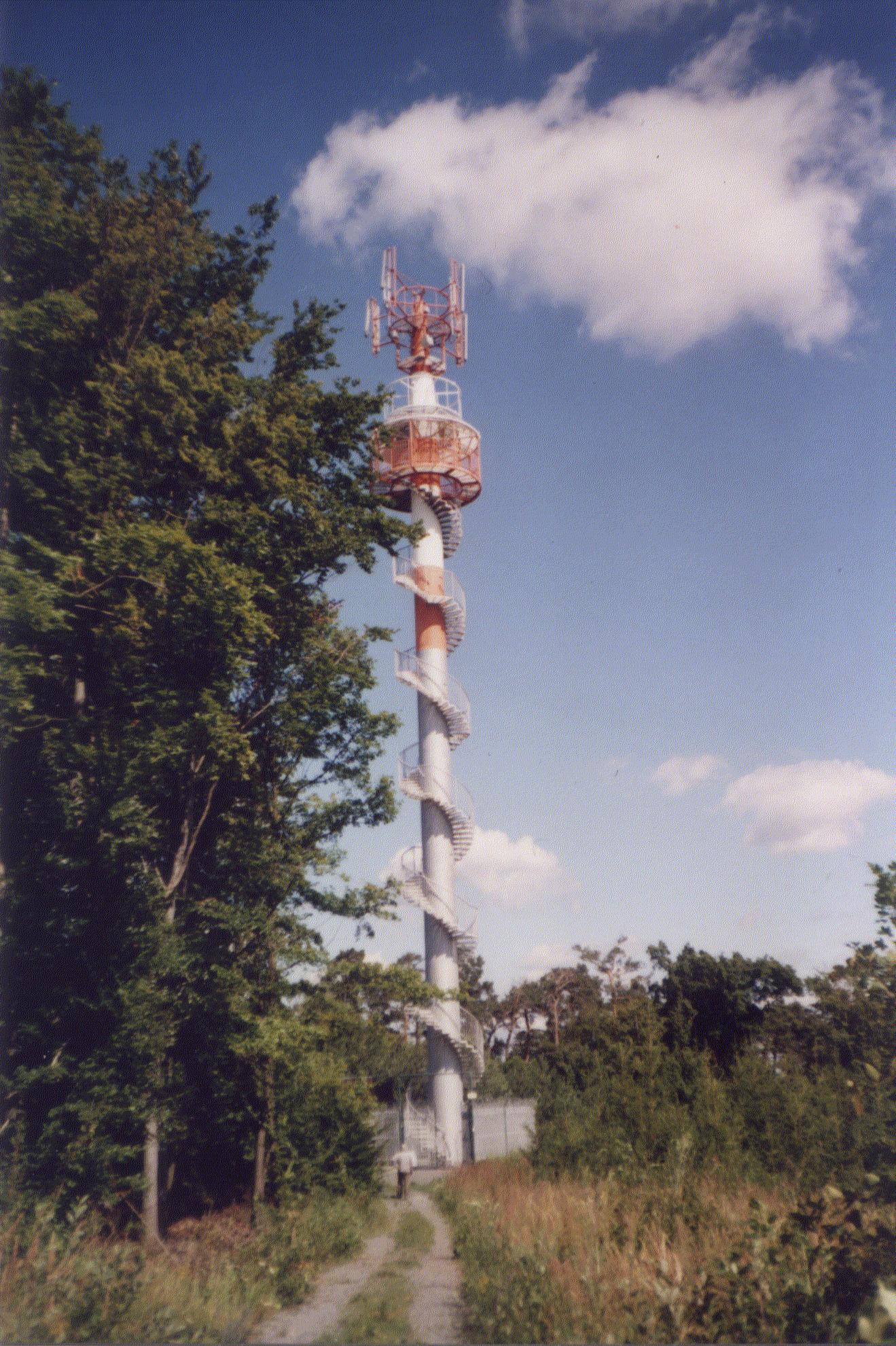
Смотровая башня

- Церковь святого Георгия, построенная в готическом стиле во второй половине XIV века и обновлённая в 1772 году в стиле барокко.
- Холм Чебинка с шахтами по добыче известняка. На его вершине стоит 38-метровая телебашня. В 2003 году была построена 30-метровая смотровая башня
- Природное наследие «Мальгостовицкая Пецка» и «Драсовский Копечек» (северо-восток от Чебинки), две отвесные скалы. Там растут роза собачья, колокольчик, красный кизил, тёрн, бирючина и лещина.
- Амфитеатр на холме Каминец на месте бывшей шахты (юго-восток).
- Природный парк в Злобице (восток).
- Заповедник «На лесной горке» (юг).
- Набережные недостроенной дороги Вена-Бреславу, участок которой проходит по заповеднику Обурки-Тржештенец (с 1980 года).

## Население
| Год  | Численность | Численность |
| ---- | ----------- | ----------- |
| 1869 | 637         | [ 5 ]       |
| 1880 | 701         | [ 5 ]       |
| 1890 | 768         | [ 5 ]       |
| 1900 | 742         | [ 5 ]       |
| 1910 | 865         | [ 5 ]       |
| 1921 | 914         | [ 5 ]       |
| 1930 | 1123        | [ 5 ]       |
| 1950 | 1269        | [ 5 ]       |
| 1961 | 1292        | [ 5 ]       |
| 1970 | 1485        | [ 5 ]       |
| 1980 | 1564        | [ 5 ]       |
| 1991 | 1574        | [ 5 ]       |
| 2001 | 1570        | [ 5 ]       |
| 2014 | 1739        | [ 6 ]       |
| 2016 | 1775        | [ 7 ]       |
| 2017 | 1828        | [ 8 ]       |
| 2018 | 1826        | [ 9 ]       |
| 2019 | 1817        | [ 10 ]      |
| 2020 | 1843        | [ 11 ]      |
| 2021 | 1867        | [ 12 ]      |
| 2022 | 1839        | [ 13 ]      |
| 2023 | 1938        | [ 14 ]      |
| 2024 | 1969        | [ 3 ]       |